# César-díjak 2019
A 44. César-díj átadó ünnepségre, amelyen a 2018-ban forgalomba hozott, s a francia filmes szakma képviselői által legjobbnak ítélt francia alkotásokat részesítették elismerésben, 2019. február 22-én került sor a párizsi Pleyel előadóteremben. Az ünnepség ceremóniamesterének Kad Merad francia-algériai színész, humoristát, elnökének pedig Kristin Scott Thomas színésznőt  kérték fel.
A díjátadó gálát – 22 évvel azután, hogy életművéért átvehette a Tiszteletbeli Césart – Charles Aznavournak a francia sanzon legnagyobbjainak egyike, a francia új hullám ikonikus alakja előtti tisztelgésnek szentelték, de alkalmat adott arra is, hogy olyan, a közelmúltban elhunyt nagy művészekről emlékezzenek meg, mint Jean Piat színész, Bernardo Bertolucci filmrendező, Francis Lai zeneszerző, Maria Pacôme táncosnő, vagy Raymond Danon és Francis Boespflug filmproducerek. A 2019-es díjátadó hivatalos plakátján Isabelle Huppert fotója volt látható, Claude Chabrol megtörtént bűnügy alapján 1978-ban forgatott Violette Nozière című krimijének főszerepében.

## Jelölések és díjak

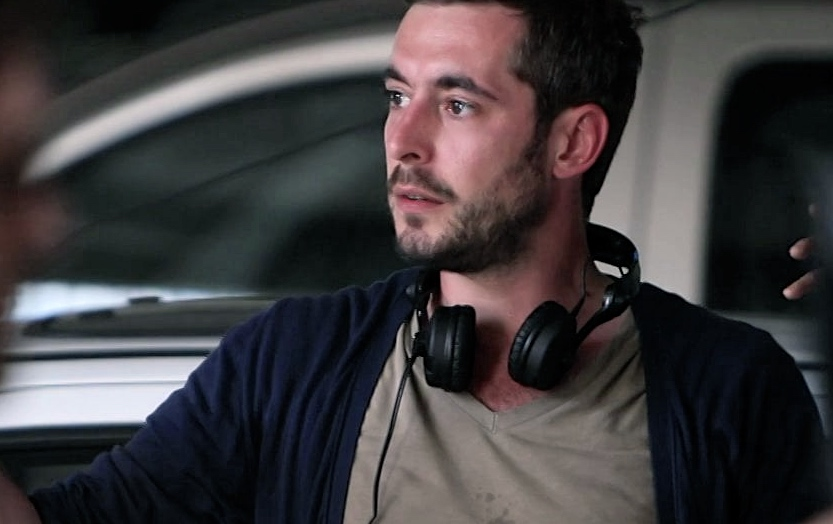
Xavier Legrand – a legjobb film és legjobb forgatókönyv szerzője

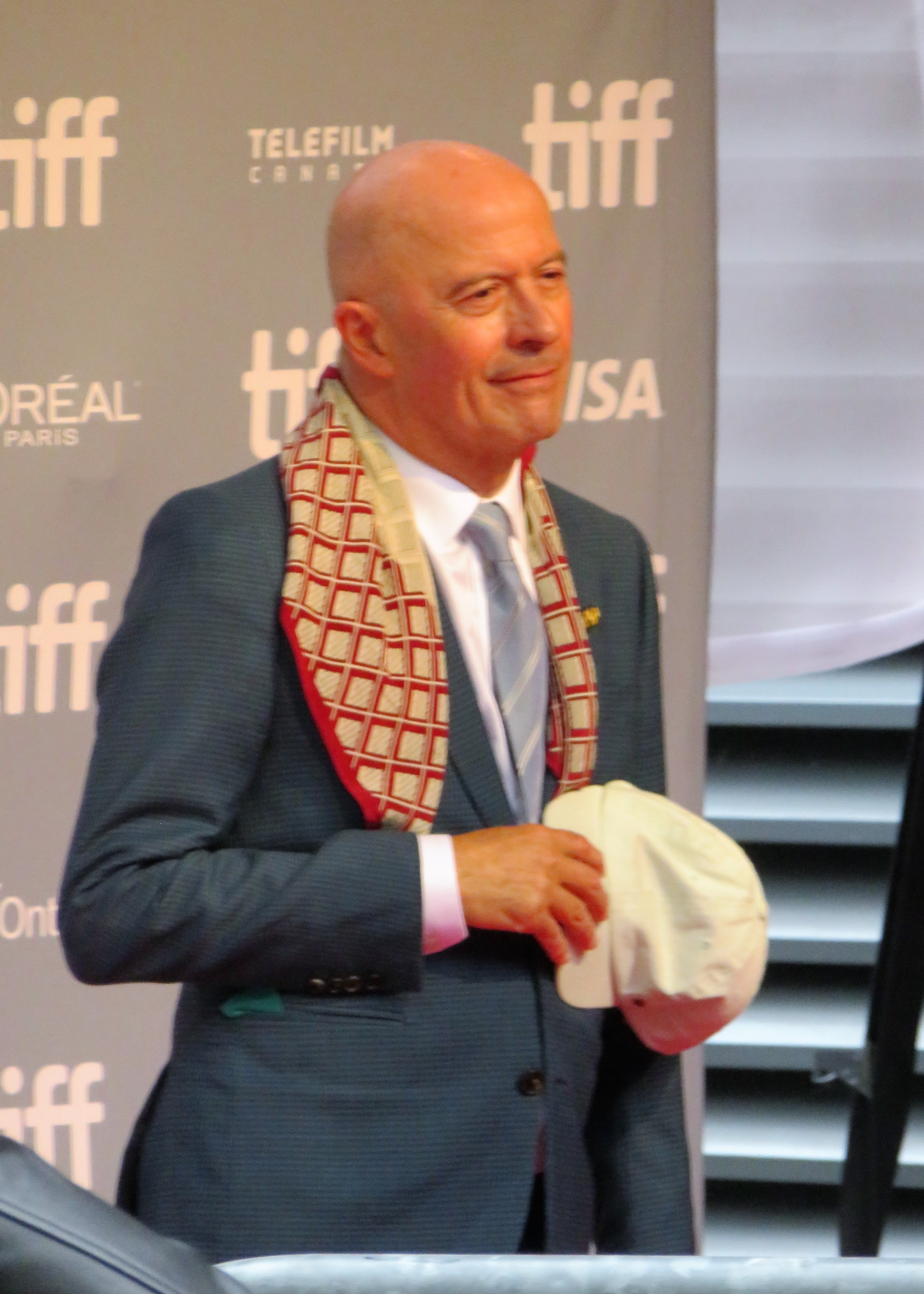
Jacques Audiard – a legjobb rendező

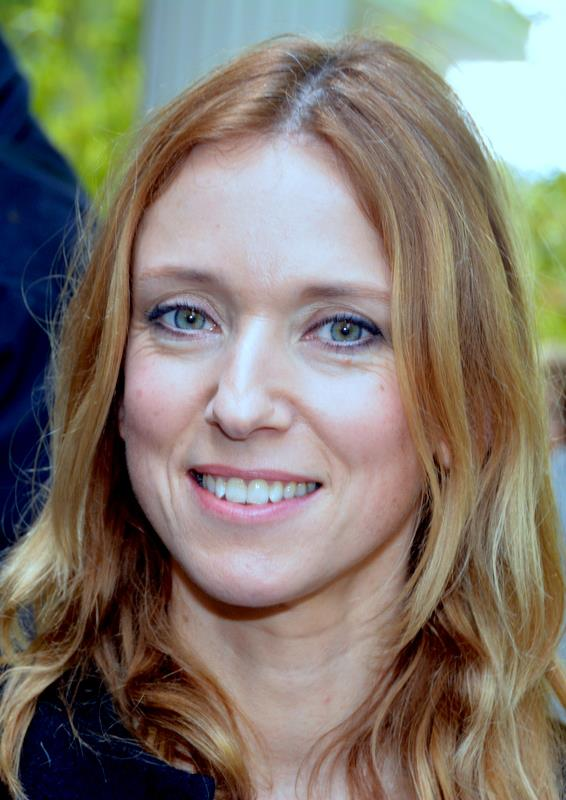
Léa Drucker – a legjobb színésznő

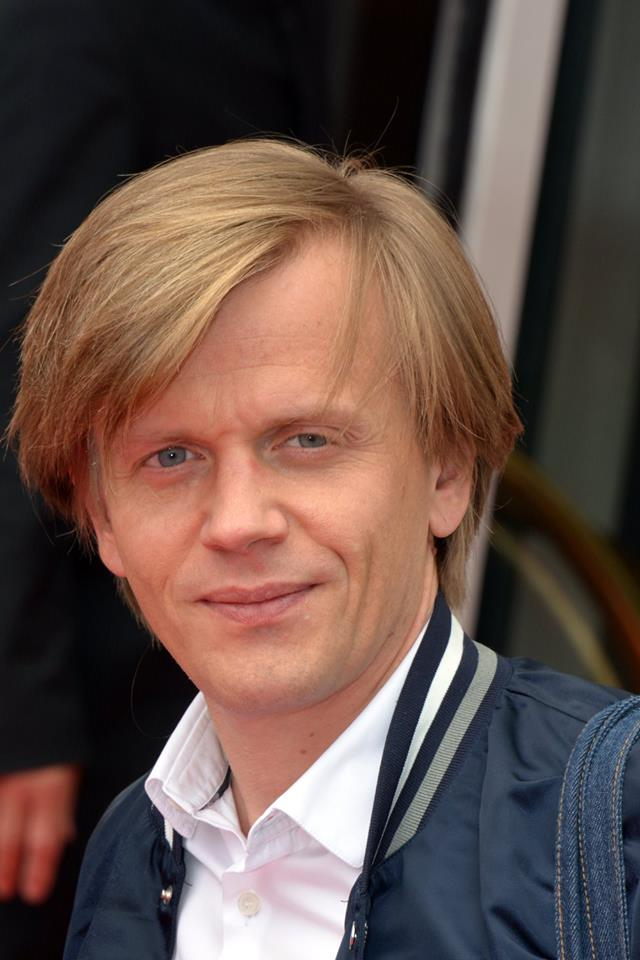
Alex Lux – a legjobb színész

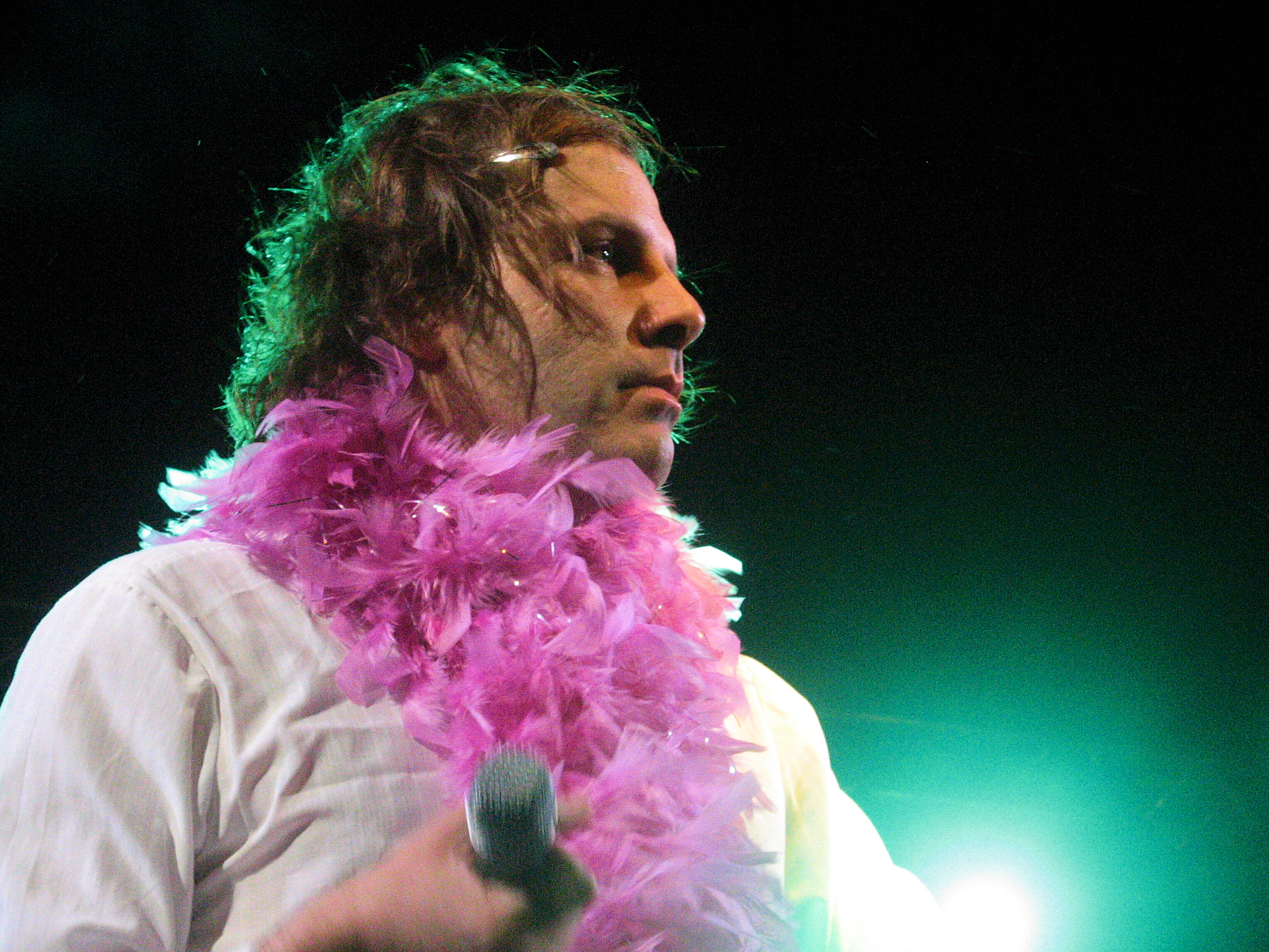
Philippe Katerine énekes – a legjobb mellékszereplő színész

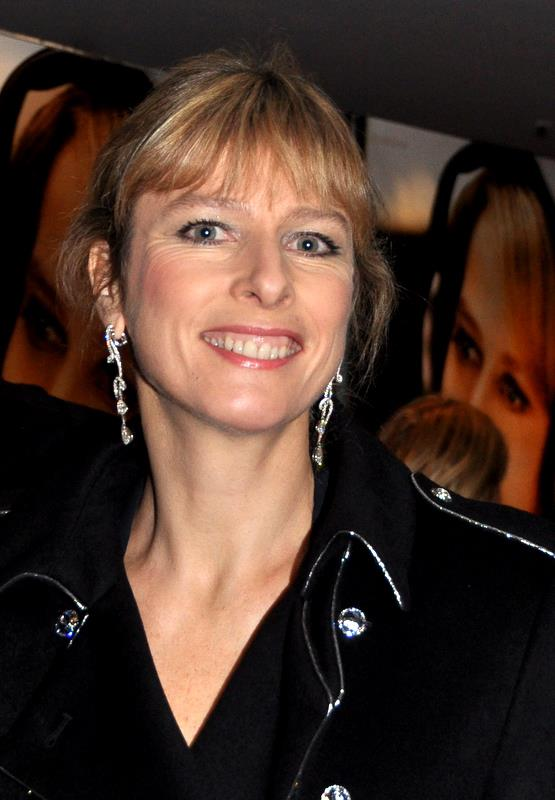
Karin Viard – a legjobb mellékszereplő színésznő

A díjra jelölt filmek, alkotók és szereplők végleges listáját, melyet az Filmművészeti és Filmtechnikai Akadémia (AATC) 4681 állandó, és mintegy 200 pártoló tagja 655 filmből (ebből 226 volt választható a legjobb film, 393 a legjobb külföldi film és 36 a legjobb rövidfilm kategóriában), valamint 2712 személyből állított össze, 2019. január 23-án hozta nyilvánosságra az akadémia elnöke egy sajtótájékoztató keretében.
2019. február 3-án a díjra jelölt alkotó- és technikai művészeket a Fouquet's étteremben ebéden látták vendégül a Champs-Élysées-n, amelynek során megkapták a „hivatalos jelölési okiratot” és egy emlékeztetőt a díjazással kapcsolatban. Az előző évek gyakorlatához hasonlóan, február 6. és 19. között minden jelölésben szereplő filmet levetítettek a nagyközönségnek a párizsi Le Balsac és Les 3 Luxembourg filmszínházakban – az akadémiai tagok részére ingyenesen. A díjátadó ünnepséget a Canal+ televíziós csatorna élőben, kódolatlan adás keretében közvetítette.
Február 18-án a Hôtel George V termeiben tartották meg a producerek vacsoráját, amelyen 302 francia filmproducer vett részt, és amelyen ünnepélyes keretek között átadták a Daniel Toscan du Plantier-díjat az év producerének, Alain Attal-nak (Les Productions du Trésor produkciós iroda).
2018 novemberében a francia Filmművészeti és Filmtechnikai Akadémia és a Nemzeti Oktatási és Ifjúsági Minisztérium megállapodott egy új díj közös alapításáról A középiskolások César-díja (César des Lycéens) elnevezéssel. Az új díjat a minisztérium által kiválasztott 2000 középiskolás, általános, technológiai és szakgimnáziumok diákjai választják ki titkos szavazással a legjobb film kategóriában jelölt hét nagyjátékfilm közül. A szavazásra kiválasztott osztályok diákjai részére 2019. február 1. és 22. között levetítik a jelölt alkotásokat. A filmkedvelő tanulók egy zárt, titkosított informatikai rendszeren szavazhatnak a díjkiosztó gála napján, azaz február 22-én 16 óráig. A díj átadása azonban nem a 44. gálán történt, hanem a nyertes filmet kihirdető február 25-i sajtótájékoztatót követően, március 13-án a Sorbonne közel ezerfős nagy amfiteátrumában. A díjat a filmakadémia elnöke, valamint az oktatási és ifjúsági miniszter adja át az alkotóknak egy közönségtalálkozó keretében.
A filmek szűkített, végleges listáján két alkotás kapott kiemelkedő számú (tíz-tíz) jelölést: Xavier Legrand egy gyermekelhelyezésen marakodó pár drámáját feldolgozó Láthatás című filmje, valamint Gilles Lellouche Szabadúszók című vígjátéka. Kilenc-kilenc jelöléssel követte őket Jacques Audiard amerikai-francia-spanyol-román koprodukcióban készült családi kalandfilmje, a Testvérlövészek, valamint Pierre Salvadori Csak a baj van veled! című filmdrámája.
A nagyszámú jelölés meghozta gyümölcsét a Láthatás és a Testvérlövészek részére, mindkét alkotás négy-négy díjat vitt el; az előbbi lett a legjobb film, az utóbbi alkotója a legjobb rendező. A díjkiosztó nagy vesztese lett a Szabadúszók (10 jelölésből csupán egyetlen díj), valamint a Csak a baj van veled! (kilenc jelöléséből egyet sem válthatott díjra). Jól szerepelt viszont az elsőfilmes Jean-Bernard Marlin két, a társadalom szélére sodródott, s a marseille-i utcákon kóborló fiatal történetét elmesélő Shéhérazade című romantikus filmdrámája: mindhárom jelölt kategóriában nyert.
| Díjak                            | Jelöltek |
| -------------------------------- | --- |
| Legjobb film                     | - Láthatás (Jusqu'à la garde), rendezte: Xavier Legrand - Csak a baj van veled! (En liberté !), rendezte: Pierre Salvadori - Guy, rendezte: Alex Lutz - La douleur, rendezte: Emmanuel Finkiel - Pupille, rendezte: Jeanne Herry - Szabadúszók (Le grand bain), rendezte: Gilles Lellouche - Testvérlövészek (Les Frères Sisters), rendezte: Jacques Audiard |
| Legjobb rendező                  | - Jacques Audiard – Testvérlövészek (Les Frères Sisters) - Emmanuel Finkiel – La douleur - Jeanne Herry – Pupille - Xavier Legrand – Láthatás (Jusqu'à la garde) - Gilles Lellouche – Szabadúszók (Le grand bain) - Alex Lutz – Guy - Pierre Salvadori – Csak a baj van veled! (En liberté !) |
| Legjobb színésznő                | - Léa Drucker – Láthatás (Jusqu'à la garde) - Élodie Bouchez – Pupille - Cécile de France – Mademoiselle de Joncquières - Virginie Efira – Un amour impossible - Adèle Haenel – Csak a baj van veled! (En liberté !) - Sandrine Kiberlain – Pupille - Mélanie Thierry – La douleur |
| Legjobb színész                  | - Alex Lutz – Guy - Édouard Baer – Mademoiselle de Joncquières - Romain Duris – Életem értelmei (Nos batailles) - Vincent Lacoste – Amanda - Gilles Lellouche – Pupille - Pio Marmaï – Csak a baj van veled! (En liberté !) - Denis Ménochet – Láthatás (Jusqu'à la garde) |
| Legjobb mellékszereplő színésznő | - Karin Viard – Cirógatós (Les chatouilles) - Isabelle Adjani – Tiéd a világ (Le monde est à toi) - Leïla Bekhti – Szabadúszók (Le grand bain) - Virginie Efira – Szabadúszók (Le grand bain) - Audrey Tautou – Csak a baj van veled! (En liberté !) |
| Legjobb mellékszereplő színész   | - Philippe Katerine – Szabadúszók (Le grand bain) - Jean-Hugues Anglade – Szabadúszók (Le grand bain) - Damien Bonnard – Csak a baj van veled! (En liberté !) - Clovis Cornillac – Cirógatós (Les chatouilles) - Denis Podalydès – Bocsáss meg, kedvesem! (Plaire, aimer et courir vite) |
| Legígéretesebb fiatal színésznő  | - Kenza Fortas – Seherezádé (Shéhérazade) - Ophélie Bau – Mektoub, my love: canto uno - Galatéa Bellugi – A jelenés (L'apparition) - Jehnny Beth – Un amour impossible - Lily-Rose Depp – A hűséges férfi (L'homme fidèle) |
| Legígéretesebb fiatal színész    | - Dylan Robert – Seherezádé (Shéhérazade) - Anthony Bajon – La prière - Thomas Gioria – Láthatás (Jusqu'à la garde) - William Lebghil – Première Année - Karim Leklou – Tiéd a világ (Le monde est à toi) |
| Legjobb operatőr                 | - Benoît Debie – Testvérlövészek (Les Frères Sisters) - Laurent Desmet – Mademoiselle de Joncquières - Nathalie Durand – Láthatás (Jusqu'à la garde) - Alexis Kavyrchine – La douleur - Laurent Tangy – Szabadúszók (Le grand bain) |
| Legjobb vágás                    | - Yorgos Lamprinos – Láthatás (Jusqu'à la garde) - Valérie Deseine – Cirógatós (Les chatouilles) - Isabelle Devinck – Csak a baj van veled! (En liberté !) - Simon Jacquet – Szabadúszók (Le grand bain) - Juliette Welfling – Testvérlövészek (Les Frères Sisters) |
| Legjobb eredeti forgatókönyv     | - Xavier Legrand – Láthatás (Jusqu'à la garde) - Jeanne Herry – Pupille - Gilles Lellouche, Ahmed Hamidi és Julien Lambroschini – Szabadúszók (Le grand bain) - Alex Lutz, Anaïs Deban és Thibault Segouin – Guy - Pierre Salvadori, Benoît Graffin és Benjamin Charbit – Csak a baj van veled! (En liberté !) |
| Legjobb adaptáció                | - Andréa Bescond és Éric Métayer – Cirógatós (Les chatouilles) - Jacques Audiard és Thomas Bidegain – Testvérlövészek (Les Frères Sisters) - Catherine Corsini és Laurette Polmanss – Un amour impossible - Emmanuel Finkiel – La douleur - Emmanuel Mouret – Mademoiselle de Joncquières |
| Legjobb filmzene                 | - Vincent Blanchard és Romain Greffe – Guy - Camille Bazbaz – Csak a baj van veled! (En liberté !) - Alexandre Desplat – Testvérlövészek (Les Frères Sisters) - Grégoire Hetzel – Un amour impossible - Pascal Sangla – Pupille - Anton Sanko – Amanda |
| Legjobb hang                     | - Brigitte Taillandier, Valérie de Loof és Cyril Holtz – Testvérlövészek (Les Frères Sisters) - Antoine-Basile Mercier, David Vranken és Aline Gavroy – La douleur - Cédric Deloche, Gwennolé Le Borgne és Marc Doisne – Szabadúszók (Le grand bain) - Yves-Marie Omnès, Antoine Baudouin és Stéphane Thiébaut – Guy - Julien Sicart, Julien Roig és Vincent Verdoux – Láthatás (Jusqu'à la garde)                                                                                                |
| Legjobb díszlet                  | - Michel Barthélémy – Testvérlövészek (Les Frères Sisters) - David Faivre – Mademoiselle de Joncquières - Thierry François – Egy ország, egy király (Un peuple et son roi) - Emile Ghigo – Párizs császára (L'empereur de Paris) - Pascal Le Guellec – La douleur |
| Legjobb jelmez                   | - Pierre-Jean Larroque – Mademoiselle de Joncquières - Milena Canonero – Testvérlövészek (Les Frères Sisters) - Pierre-Yves Gayraud – Párizs császára (L'empereur de Paris) - Anaïs Romand – Egy ország, egy király (Un peuple et son roi) - Anaïs Romand és Sergio Ballo – La douleur |
| Legjobb elsőfilm                 | - Seherezádé (Shéhérazade), rendezte: Jean-Bernard Marlin - L'amour flou, rendezte: Romane Bohringer és Philippe Rebbot - Láthatás (Jusqu'à la garde), rendezte: Xavier Legrand - Cirógatós (Les chatouilles), rendezte: Andréa Bescond és Éric Métayer - Vad (Sauvage), rendezte: Camille Vidal-Naquet |
| Legjobb animációs film           | - Dilili Párizsban (Dilili à Paris), rendezte: Michel Ocelot - Asterix: A varázsital titka (Astérix : Le Secret de la potion magique), rendezte: Alexandre Astier és Louis Clichy - Pachamama, rendezte: Juan Antin |
| legjobb animációs rövidfilm      | - Vilaine Fille (Kötü Kız), rendezte: Ayçe Kartal - Au cœur des ombres, rendezte: Mónica Santos és Alice Guimarães - La mort, père et fils, rendezte: Denis Walgenwitz és Winshluss - Raymonde ou l'évasion verticale, rendezte: Sarah Van Den Boom |
| Legjobb dokumentumfilm           | - Isten engem úgy segéljen (Ni juge, ni soumise), rendezte: Jean Libon és Yves Hinant - America, rendezte: Claus Drexel - Az állam kontra Mandela és társai (Le procès contre Mandela et les autres), rendezte: Nicolas Champeaux és Gilles Porte - De chaque instant, rendezte: Nicolas Philibert - Le Grand Bal, rendezte: Laetitia Carton |
| Legjobb rövidfilm                | - Les petites mains, rendezte: Rémi Allier - Braguino, rendezte: Clément Cogitore - Kapitalistis, rendezte: Pablo Muñoz Gomez - Laissez-moi danser, rendezte: Valérie Leroy - Les Indes galantes, rendezte: Clément Cogitore |
| Legjobb külföldi film            | - Bolti tolvajok (Manbiki kazoku), rendezte: Koreeda Hirokazu, JPN - Életem értelmei (Nos batailles), rendezte: Guillaume Senez, BEL, FRA - Hannah, rendezte: Andrea Pallaoro, ITA - Három óriásplakát Ebbing határában (Three Billboards : Les Panneaux de la vengeance), rendezte: Martin McDonagh, USA GBR - Hidegháború (Zimna wojna), rendezte: Paweł Pawlikowski, POL - Kafarnaum – A remény útja (Capharnaüm), rendezte: Nadine Labaki, LIB - Lány (Girl), rendezte: Lukas Dhont, NED, BEL |
| A közönség César-díja            | Les Tuche 3 – rendezte: Olivier Baroux |
| A középiskolások César-díja      | Láthatás (Jusqu'à la garde), rendezte: Xavier Legrand |
| Tiszteletbeli César              | Robert Redford |

## Többszörös jelölések és elismerések
A statisztikában a különdíjak nem lettek figyelembe véve.
| Jelölés | Díj | Magyar cím             | Eredeti cím                 |
| ------- | --- | ---------------------- | --------------------------- |
| 10      | 4   | Láthatás               | Jusqu'à la garde            |
| 10      | 1   | Szabadúszók            | Le grand bain               |
| 9       | 4   | Testvérlövészek        | Les Frères Sisters          |
| 9       | 0   | Csak a baj van veled!  | En liberté !                |
| 8       | 0   | –––                    | La douleur                  |
| 7       | 0   | –––                    | Pupille                     |
| 6       | 2   | –––                    | Guy                         |
| 6       | 1   | –––                    | Mademoiselle de Joncquières |
| 5       | 2   | Cirógatós              | Les chatouilles             |
| 4       | 0   | –––                    | Un amour impossible         |
| 3       | 3   | Seherezádé             | Shéhérazade                 |
| 2       | 0   | Amanda                 | Amanda                      |
| 2       | 0   | Egy ország, egy király | Un peuple et son roi        |
| 2       | 0   | Életem értelmei        | Nos batailles               |
| 2       | 0   | Párizs császára        | L'empereur de Paris         |
| 2       | 0   | Tiéd a világ           | Le monde est à toi          |